# 武定街道
武定街道是中华人民共和国山西省大同市平城区下辖的一个街道。

## 建置沿革
- 2021年3月，设立武定街道。原北关街道的白泊洼、操场城西街、铁牛里、雁同西路、西马路操场城东街、红卫里、安益园8个社区居委会，原北街街道的岳翠园、御馨花城2个社区居委会的行政区域为武定街道的行政区域。[2]
- 2021年6月9日，成立1个社区（御西苑），同时按照人口和面积科学合理划分社区管理服务区域。[3]

## 行政区划
武定街道下辖白泊洼、操场城西街、铁牛里、雁同西路、西马路操场城东街、红卫里、安益园、岳翠园、御馨花城等社区居委会。
2021年6月9日优化调整后设11个社区（白泊洼、操场城西街、铁牛里、雁同西路、西马路、操场城东街、红卫里、安益园、岳翠园、御馨花城、御西苑）。